# Piksel
Píksel (tudi slikóvna píka, slikóvna tóčka) je v računalništvu okrajšava za izraz »picture element« ali slikovni element. Predstavlja najmanjšo naslovljivo enoto slike, ki se jo lahko prebere ali nariše. Formalno je piksel točka, ki nima oblike ali določene velikosti, le informacije o karakteristiki (barva, intenziteta) slike. Na zaslonu pa je piksel omejen z obliko in velikostjo in predstavlja tudi mersko enoto, s katero se izraža ločljivost prikazane slike, iz česar je možno izpeljati tudi njeno fizično velikost. Takšna mera je dpi (okrajšava za angleški izraz dots per inch oz. pik(slov) na palec).
Zaradi tehničnih omejitev večina današnjih prikazovalnikov in sistemov za zajemanje slike ni sposobna prikazati oz. zajeti več barvnih kanalov v isti točki. Zato je mreža pikslov razdeljena v območja namenjena predstavitvi posameznega barvnega kanala v barvnem modelu RGB. Najmanjši fizični elementi slike so tako v resnici t. i. sub-piksli rdeče, zelene in modre barve. Vendar naprava v praksi ne omogoča naslavljanja posameznih sub-pikslov in obravnava trojčke kot celoto - piksel, znotraj tega pa prižiga sub-piksle glede na zahtevano barvno vrednost. Na sodobnih LCD-zaslonih je denimo vsak piksel sestavljen iz treh vodoravno razporejenih elementov.